# Genki Nagasato
Genki Nagasato (永里 源気 Nagasato Genki?, nacido el 16 de diciembre de 1985 en Atsugi, Kanagawa) es un exfutbolista japonés. Jugaba de delantero y su último club fue el Port FC.

## Vida personal
Es hermano de las futbolistas y ex seleccionadas japonesas Yuki y Asano Nagasato.

## Trayectoria

### Clubes
| Club            | País      | Año         |
| --------------- | --------- | ----------- |
| Shonan Bellmare | Japón     | 2004 - 2008 |
| Tokyo Verdy     | Japón     | 2009        |
| Avispa Fukuoka  | Japón     | 2010        |
| Ventforet Kofu  | Japón     | 2011 - 2012 |
| FC Tokyo        | Japón     | 2011        |
| Gainare Tottori | Japón     | 2013        |
| Ratchaburi FC   | Tailandia | 2014 - 2015 |
| Port FC         | Tailandia | 2016 - 2017 |

## Estadística de carrera

### J. League
| Club            | Año   | J. League | J. League | Copa J. League | Copa J. League | Total | Total |
| Club            | Año   | Part.     | Goles     | Part.          | Goles          | Part. | Goles |
| --------------- | ----- | --------- | --------- | -------------- | -------------- | ----- | ----- |
| Shonan Bellmare | 2004  | 0         | 0         | -              | -              | 0     | 0     |
| Shonan Bellmare | 2005  | 31        | 2         | -              | -              | 31    | 2     |
| Shonan Bellmare | 2006  | 26        | 3         | -              | -              | 26    | 3     |
| Shonan Bellmare | 2007  | 39        | 3         | -              | -              | 39    | 3     |
| Shonan Bellmare | 2008  | 6         | 1         | -              | -              | 6     | 1     |
| Tokyo Verdy     | 2009  | 36        | 2         | -              | -              | 36    | 2     |
| Avispa Fukuoka  | 2010  | 35        | 15        | -              | -              | 35    | 15    |
| Ventforet Kofu  | 2011  | 14        | 0         | 2              | 0              | 16    | 0     |
| FC Tokyo        | 2011  | 8         | 2         | -              | -              | 8     | 2     |
| Ventforet Kofu  | 2012  | 27        | 4         | -              | -              | 27    | 4     |
| Gainare Tottori | 2013  | 34        | 10        | -              | -              | 34    | 10    |
| Total           | Total | 256       | 42        | 2              | 0              | 258   | 42    |

## Palmarés

### Títulos nacionales
| Título    | Club           | País  | Año  |
| --------- | -------------- | ----- | ---- |
| J2 League | Ventforet Kofu | Japón | 2012 |